# Visfestival Holmön

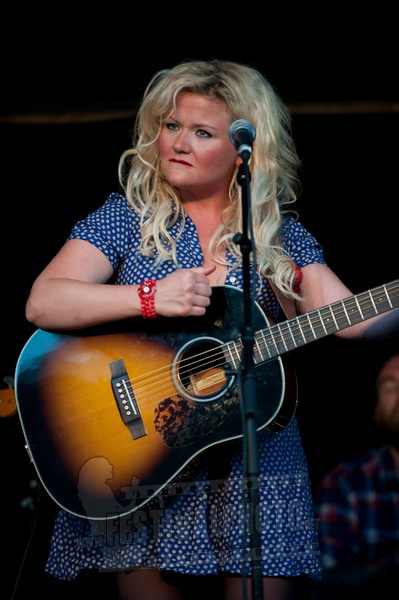
Linda Ström, visfestivalen 2011.

Visfestival Holmön har anordnats på Holmön norr om Umeå i juli varje sommar sedan 1994. Arrangör har fram till och med 2024 varit den ideella föreningen Visans vänner (Visum) i Umeå, med stöd av bland annat Hembygdsföreningen på Holmön och Umeå kommun via Umeå Fritid och Kulturförvaltningen. En målsättning är att ge mindre kända talanger inom viskonsten en möjlighet att uppträda inför stor publik. 1995–2024 delade Visum också ut ett stipendium – GIts Gåva – till någon som "utmärkt sig för att ha gjort en insats för visan eller annan musik på akustisk grund" och har anknytning till Västerbotten – i samband med Visfestivalen.
Sommaren 2021 ställdes visfestivalen in, huvudsakligen på grund av den då pågående Covid-19-pandemin.
Från och med 2025 har fritids- och fastboende på Holmön tagit över arrangemanget genom den ideella föreningen Holmöns utveckligsforum (HUF), samband med detta ändrades även namnet till Holmöns visfestival.

## Artister i urval
- 2023 – Movits, Magda Andersson, Emil Jensen, Kraja, Dotter, Mikael Ramel & Mats Öberg[4]

- 2022 – Maxida Märak, Jakob Algesten, Lisa Miskovsky, J.P. Nyströms[4]
- 2018 – Natalie Carrion, Frida Selander med Jonas Knutsson Quartet, Vi heter JA!, Anna Stadling, Mikael Wiehe, Östen med Resten
- 2017 – Ye Banished Privateers, Cleo med vänner, Stina och Arktis, Tomas Andersson Wij och Sofia Karlsson, Vasas flora och fauna, Svenne Rubins
- 2016 – Petter, Jack Vreeswijk, Pernilla Andersson, Euskefeurat
- 2015 – Among Lynx, Frida Hyvönen, Sara Marielle Gaup & Steinar Raknes, Sven-Bertil Taube, Jan Hammarlund, Ebba Forsberg, Ronny Eriksson & iBland Band
- 2014 – Ann-Kristin Hedmark, Frida Selander, Kalle Moraeus & Hej Kalle, Slowfox, Väärt
- 2013 – Caroline af Ugglas, Dan Viktor, Finn Zetterholm, Lisa Miskovsky
- 2012 – Arja Saijonmaa, Jack Vreeswijk, Peter Carlsson & Blå grodorna
- 2011 – A.C.N.E., Irma Schulz Keller, Säkert!
- 2010 – JP Nyströms, Kraja, Louise Hoffsten, Mates of Mine, Mikael Wiehe, Stefan Sundströms Mäskkvartetten
- 2008 - Dan Berglund, Säkert!, Ewert Ljusberg, Brolle, Rolf Carlsson, Lena Willemark och Mats Öberg
- 2007 – Johannes Nordström, Syster Fritz, Idde Schultz, Jan Hammarlund, Lill-Babs, Mats Ronander och Finn Zetterholm
- 2006 – Tomas Andersson Wij, Maud Lindström & Nåt För Alla, Sebastian Sundblad, Lill-Britt Siv, Helen Sjöholm, Sofia Karlsson
- 2005 – Stefan Sundström & Karin Renberg, Eldkvarn
- 2004 – Carolina Miskovsky, Jakob Hellman, Anna Axelsson trio, Wille Crafoord
- 2003 – M.A. Numminen, Hanne Juul, Kjell Höglund, Mikael Wiehe, Totta Näslund
- 2002 – CajsaStina Åkerström & Finn Kalvik, Torsten Föllinger, Åsa Jinder & Jenny Öhlund, Finn Zetterholm, Lasse Tennander
- 2001 – Finn Kalvik, Rikard Wolff med trio, Ronny Eriksson med trio, Maja Heurling
- 2000 – Lars Demian, Hanne Juul, Peter Carlsson & Blå Grodorna
- 1999 – Marie & Anders Bergman, Margareta Kjellberg, Ewert Ljusberg, Ann-Kristin Hedmark & Mats Öberg
- 1998 – A.C.N.E., Totta Näslund & The Refreshments, Thérèse Juel, Kjell Höglund
- 1997 – Iggesundsgänget, Jeja Sundström, Lasse Tennander, Johanna Edlund och Berndt Egerbladh
- 1996 – Ola Magnell, Träsmak, Jan Hammarlund
- 1995 – Susanne Alfvengren, Anders Bek, FJK
- 1994 – Ewert Ljusberg, Hanne Juul, Alf Hambe, Jeja Sundström och Stefan Demert